# Felix Pinkus

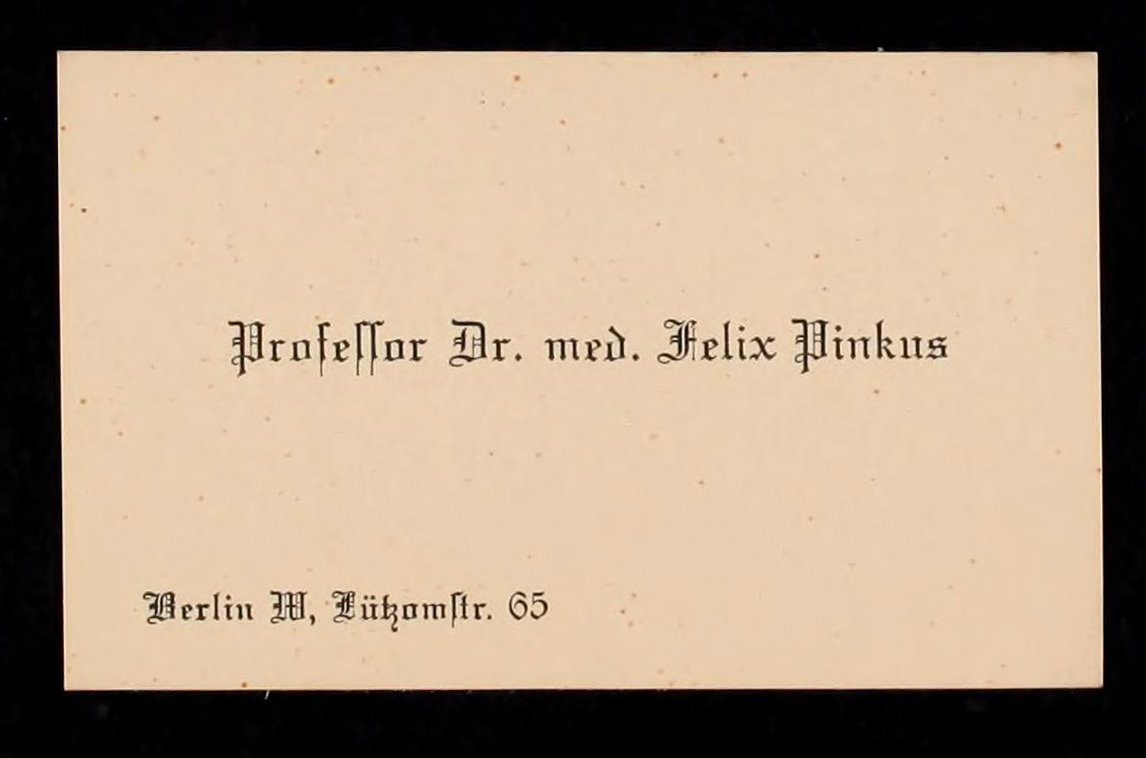
Felix Pinkus. Visitenkarte aus Berlin. 1916–1935

Felix Pinkus (* 4. April 1868 in Berlin; † 19. November 1947 in Monroe, Michigan, USA) war ein deutscher Hautarzt.

## Leben und Werk
Felix Pinkus wurde am 4. April 1868 in Berlin als Sohn des Unternehmers Benjamin Pinkus und seiner Frau Rosalie Franckel geboren. Er hatte drei Brüder: Paul, Georg und Eugen. In Berlin besuchte er bis 1885 das Friedrichwerdersche Gymnasium. Danach studierte er Medizin an den Universitäten Berlin und Freiburg im Breisgau. Seine speziellen Interessen galten der vergleichenden Anatomie und der Dermatologie. 1893 erhielt er die Approbation als Arzt, 1894 schrieb er in Freiburg am Institut von Robert Wiedersheim seine Doktorarbeit über die Hirnnerven des Protopterus annectens. Im Rahmen dieser Arbeit entdeckte er einen beim Lungenfisch „noch nicht beschriebenen Hirnnerven“ – einen dünnen Nerv, ähnlich dem von Gustav Fritsch bei einem Hai gefundenen –, den Nervus terminalis (preopticus), der später auch beim Menschen beschrieben wurde.
Nachdem er in Frankfurt im Labor von seinem Verwandten Paul Ehrlich und in Berlin am Robert-Koch-Institut gearbeitet hatte, wurde er Assistent von Albert Neisser an der Hautklinik in Breslau. Dort erhielt er seine Fachausbildung als Hautarzt. Nach Forschungsaufenthalten bei Josef Jadassohn in Bern und bei Jean Alfred Fournier im Hôpital Saint-Louis in Paris ließ er sich 1898 als Hautarzt in Berlin nieder. Darüber hinaus engagierte er sich an der Universitätshautklinik der Charité unter Edmund Lesser. Er habilitierte sich 1908 und wurde 1916 a. o. Professor.
Mehrere Jahre unterhielt er zusammen mit Rudolf Isaac am Alexanderplatz eine Poliklinik für Hautkrankheiten, dazu eine zweite Poliklinik für Arme in der Potsdamerstraße. Am 1. April 1908 wurde er von der Stadt Berlin zum leitenden Arzt der Geschlechtskrankenstation im Städtischen Obdach ernannt. Nach Eröffnung des Frauenkrankenhauses in Reinickendorf wurde er Direktor dieses Krankenhauses. Auf seine Empfehlung wurde im Mai 1914 der Dermatologe und Salvarsan-Kritiker Heinrich Dreuw als beratender Polizeiarzt entlassen. Pinkus war Mitglied im Reichsgesundheitsrat und Generalsekretär in der Deutschen Gesellschaft zur Bekämpfung der Geschlechtskrankheiten (DGBG). Auf Initiative der DGBG verabschiedete der Reichstag ein Gesetz zur Bekämpfung der Geschlechtskrankheiten, das am 1. Oktober 1927 in Kraft trat. Nach diesem Gesetz sollte die kasernierte Prostitution verboten werden. Sowohl Männer als auch Frauen sollten bestraft werden, wenn sie bewusst eine Geschlechtskrankheit weiter verbreiteten. Nach diesem Gesetz wurden Männer und Frauen erstmals gleich behandelt und den jungen Männern sollte die Illusion genommen werden, der Verkehr mit „kontrollierten“ Prostituierten sei sicher.
1890, während seines Studiums in Freiburg, lernte Felix Pinkus Elise Etzdorf kennen. Sie heirateten im Jahre 1900 und hatten zwei Kinder, Luise (Pinkus-Grab) (* 1902) und Hermann (1905–1985). Die Tochter Luise wurde Orthopädin. Sie heiratete 1932 den Pharmakologen Werner Grab (1903–1965). Der Sohn Hermann wurde Hautarzt. 1909 zog die Familie in das Haus Berlin-Lützowstraße 64/65, wo sie bis 1935 wohnte.

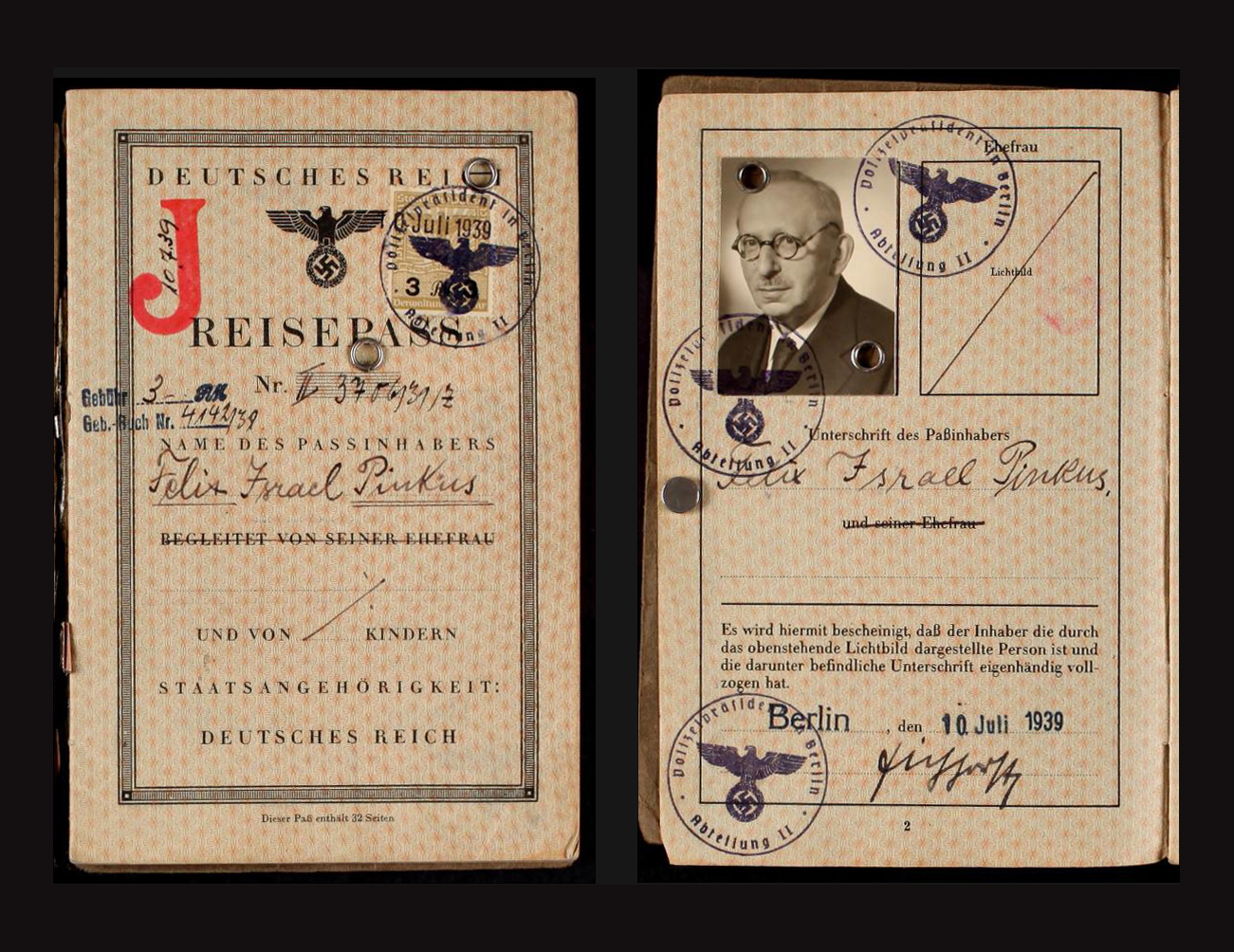
Felix Pinkus. Reisepass mit Judenstempel und Zwangsnamen »Israel«

Nach der Machtübernahme durch die Nationalsozialisten wurde Felix Pinkus aufgrund des Gesetzes zur Wiederherstellung des Berufsbeamtentums als Jude aus dem Amt des Direktors der Frauenklinik entlassen. Seine Frau Elise starb im Januar 1934. Sein Sohn Hermann emigrierte in die USA. Im Verlauf des Jahres 1935 wurde Felix Pinkus gezwungen, seine Wohnung in der Berliner Lützowstrasse zu verlassen. Für kurze Zeit wohnte und arbeitete er bei dem ungarischen Kollegen Ladislau Balog. Im August 1939 folgte er der Einladung der befreundeten Kollegin Inga Saeves und emigrierte nach Oslo. In Oslo wartete er über ein Jahr lang, während sein Sohn Hermann versuchte, für ihn ein Einreisevisum für die USA zu besorgen. Als die deutsche Wehrmacht im April 1940 in Oslo eindrang, war er immer noch dort. Er hatte damit keine Chance mehr, über England in die USA zu gelangen. Im Frühjahr 1940 wurde ihm die Möglichkeit geschaffen, über Kopenhagen nach Moskau zu fliehen, von wo aus er mit der transsibirischen Eisenbahn nach Wladiwostok fuhr. Von Wladiwostok fuhr er per Schiff nach Tokio, ging in Yokohama an Bord eines japanischen Passagierdampfers und kam am 10. Januar 1941 in San Francisco an.
In den folgenden sechs Jahren wohnte Felix Pinkus in der Familie seines Sohnes Hermann in Monroe. In dieser Zeit beteiligte er sich an den Sprechstunden in der Hautarzt-Praxis seines Sohnes und er begutachtete routinemäßig histologische Präparate im Labor der Praxis. Vater und Sohn Pinkus planten die Herausgabe eines »Lehrbuchs der Hautkrankheiten«, wofür Felix bereits eine Reihe von Zeichnungen angefertigt hatte. Felix Pinkus nahm auch an den monatlichen Treffen der »Detroit Dermatological Society« teil. Er wurde Ehrenmitglied der »Detroit Dermatological Society« und der »Society for Investigative Dermatology«. 1947 hielt er auf Einladung von Henry E. Michelson in Minneapolis eine Serie von sechs Vorlesungen. Er starb am 29. November 1947 im Hause seines Sohnes in Monroe.

## Werke (Auswahl)
- Über eine Form rudimentärer Talgdrüsen. In: Archiv für Dermatologie und Syphilis. 41(1897) Heft 1, S. 347–356 (Springer-Vorschau)
- Die lymphatische Leukämie. In: Hermann Nothnagel (Hrsg.) Spezielle Pathologie und Therapie. Band VIII, 1. Teil, 3. Heft: P. Ehrlich, A. Lazarus und F. Pinkus. Leukämie. Pseudoleukämie, Hämoglobinämie. Hölder, Wien 1901. Darin: F. Pinkus. Die lymphatische Leukämie, S. 3–102
  - Englisch: Diseases of the blood. Saunders, Philadelphia und London 1905, S. 539–642: F. Pinkus. Lymphatic leukemia. (Digitalisat)
- Über eine neue knötchenförmige Hauteruption: Lichen nitidus. In: Archiv für Dermatologie und Syphilis 85 (1907), S. 11–36 (Digitalisat)
- Haut- und Geschlechtskrankheiten. Leitfaden der praktischen Medizin. Klinkhardt, Leipzig 1910
- Die normale Anatomie der Haut. In: Josef Jadassohn (Hrsg.). Handbuch der Haut und Geschlechtskrankheiten, Bd. 1, S. 368ff. Springer, Berlin 1927

## Ausführliches Werkverzeichnis und Verzeichnis seiner Sonderdrucksammlung
- Verzeichnis der Veröffentlichungen aus dem Nachlass (ca. 1934) (Digitalisat)
- Danny Bading. Die Sonderdrucksammlung von Felix Pinkus (1868-1947) in der Bibliothek der Hautklinik der Charité. Diss. med. Berlin 2007, S. 73–82 (Digitalisat)